# Rachoviscus
Rachoviscus es un género de peces de la familia Characidae y de la orden de los Characiformes.

## Especies
Actualmente hay dos especies reconocidas en este género:
- Rachoviscus crassiceps (G. S. Myers, 1926)
- Rachoviscus graciliceps (S. H. Weitzman & da Cruz, 1981)